# Motoori Norinaga
Motoori Norinaga (本居 宣長, 21 de junho de 1730 – 5 de novembro de 1801) foi um estudioso de Kokugaku japonês activo durante o período Edo. Ele é convencionalmente classificado como um Quatro Grandes Homens de Kokugaku.

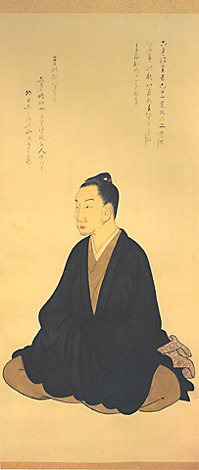
Motoori Norinaga (1790)

As obras mais importantes de Norinaga incluem o Kojiki-den (Comentários sobre o Kojiki), feito ao longo de um período de cerca de 35 anos, e as suas anotações no Conto de Genji . Usando os métodos de Kokugaku e Kaozheng, Norinaga afirmou que o Kojiki era o texto japonês mais antigo que ainda existia. Ele usou a suposta antiguidade do Kojiki para desenvolver uma ideia da religião, leis e religião nativas japonesas que mais tarde foram usadas no desenvolvimento da ideia do xintoísmo estatal .